# 利德斯科耶湖

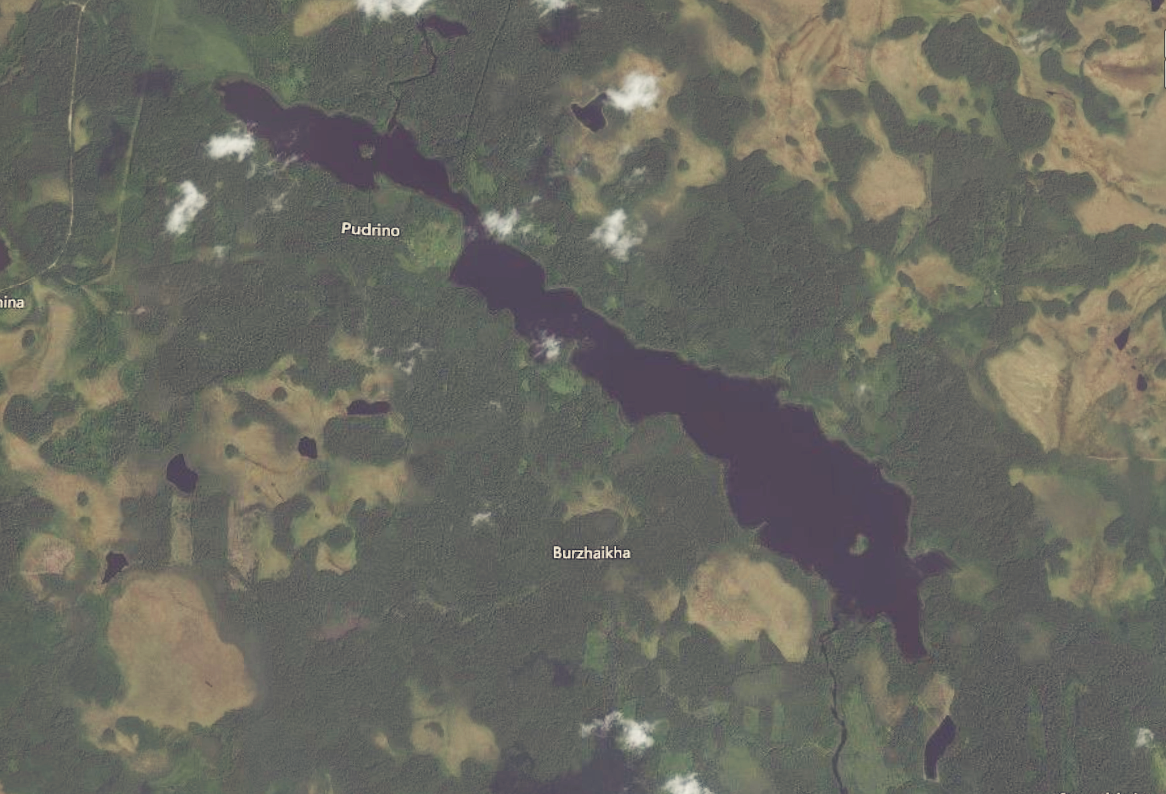

59°43′55″N 34°50′42″E / 59.732°N 34.845°E
利德斯科耶湖（俄语：Лидское озеро），是俄羅斯的湖泊，位於該國西北部，由列寧格勒州負責管轄，長7公里、寬0.6公里，面積4.1平方公里，海拔高度181米，集水區面積446平方公里，最大水深9米。